# 山鹿素行

赤穂城二の丸門跡そばにある素行の胸像

山鹿 素行（やまが そこう、元和8年8月16日（1622年9月21日） - 貞享2年9月26日（1685年10月23日））は、江戸時代前期の日本の儒学者、軍学者。山鹿流兵法及び古学派の祖である。諱は高祐（たかすけ）または高興（たかおき）、義矩（よしのり）とも。字は子敬、通称は甚五右衛門。因山、素行と号した。長男に政実（まさざね）、次男に高基（たかもと）がいる。

## 経歴
陸奥国会津（福島県会津若松市）にて白河浪人（関氏）・山鹿貞以（山鹿高道とも）の子として本一ノ丁の町野邸にて生まれる。寛永5年（1628年）に6歳で江戸に出る。寛永7年（1630年）、9歳のとき大学頭を務めていた林羅山の門下に入り朱子学を学び、15歳からは小幡景憲、北条氏長の流の軍学を、廣田坦斎らに神道を、それ以外にも歌学など様々な学問を学んだ。

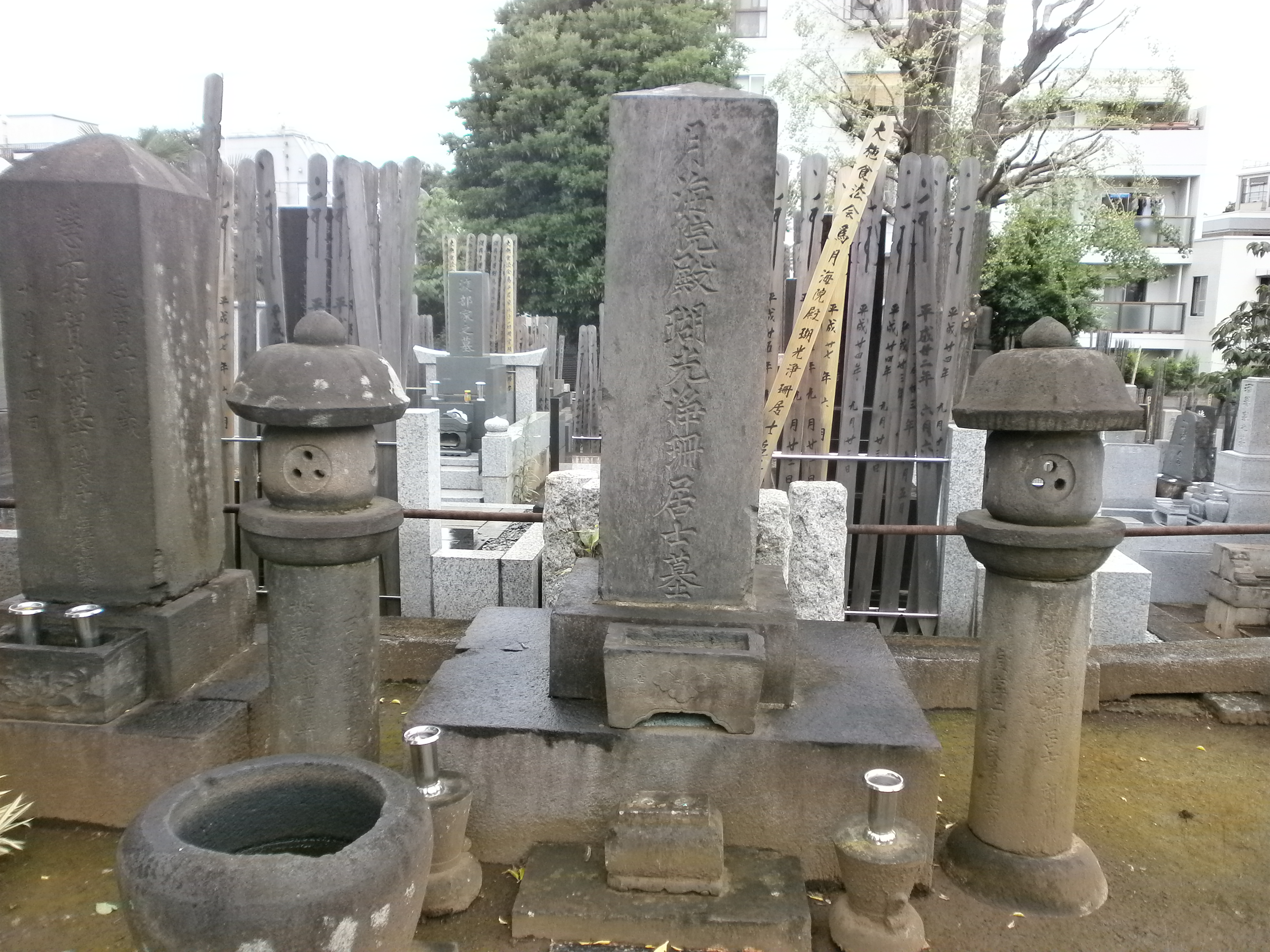
山鹿素行の墓（宗参寺）

承応元年（1652年）に赤穂藩浅野家に君臣の礼を為す（ただし素行は、赤穂に7か月程度しか滞在せず江戸に戻っている）。
翌承応2年（1653年）に築城中であった赤穂城の縄張りについて助言したともいわれ、これにより二の丸門周辺の手直しがなされたという説があり、発掘調査ではその痕跡の可能性がある遺構が発見されている。ただし、日記においては築城に参加させてもらっていないと書かれ、広大な不等辺多角形で、本丸が南東に偏った赤穂城は、「小さくまろく左右対称に作るべし」「堅固を前うしろにて致す心得のこと」という素行の山鹿流縄張りとは異なっている。
万治元年（1660年）には、浅野候からの処遇に不満があり自分から致仕し去る。また、「内匠頭（長直）は不要な家臣を二百人余も雇い、藩財政を圧迫し高年貢にて領民を苦しめた。しきたりや慣習にこだわらず、そしりを受けた」との批判も書き残している。さらに、「龍門三級波を超出すと見ゆ」と浅野家を去った後の慶昂、端夢を自身が池から大海に飛び出す龍に成ったと例えて記す。
寛文2年（1662年）頃から朱子学に疑問を持つようになり、新しい学問体系を研究し、寛文5年（1665年）、天地からなる自然は、人間の意識から独立した存在であり、一定の法則性をもって自己運動していると考えた。この考えは、門人によって編集され『山鹿語類』などに示されている。
また「日用」の学を主張して、観念的な朱子学を糾弾した。同年12月22日、父・高道 が81歳で死去。
寛文6年（1666年）に北条氏長から呼び出しがあり、『聖教要録』が朱子学批判であることを理由に播磨国赤穂藩へ配流となり、大石良重宅の一隅で蟄居させられた。配流地では酒を飲めず、肉も食べられなかった。何より敬愛する父の墓参もできず辛かったと回想している（『山鹿語類』第四十四「枕槐記」）。日記には涙を流したとも書かれ、「我れ、配所に於て朽ち果て候」と絶望した記述もある（『配所残筆』）。この時期に『武家事紀』を執筆。
延宝3年（1675年）6月15日、許されて江戸へ戻る。赦免された後に最初に会った諸侯（大名・旗本）は吉良義央である。この際に素行は漢詩を詠み、喜びを表現している。同5年（1677年）10月14日、母・妙智尼が死去。同6年（1678年）6月、『中朝事実』を津軽信政に献上する。同8年（1680年）、信政に山鹿流兵法「大星目録」を与える。
江戸では弘前津軽家と平戸松浦家の支援を受け、「積徳堂」と称する自宅で山鹿流古学（聖学）を教えた。天和元年（1681年）、平戸城の模型を造る。
貞享2年（1685年）8月9日、病に臥す。松浦鎮信、津軽信寿らの見舞いを受ける（素行の子らは両家に仕える）。同年、9月26日に死去。墓所は東京都新宿区弁天町1番地の宗参寺（曹洞宗）にある。法名は月海院殿瑚光珊居士。

## 門人
素行の兵学直門は140名くらい。素行の兵学を講受した諸大名には、津軽信政 、津軽信寿 、戸田忠真 、松浦鎮信 、松浦長祐   、大村守純 、稲垣重昭 、小笠原長祐 、小笠原長重 、本多忠真らがいる

## 交流
- 山鹿素行日記・年譜に吉良義央との交際が度々記されている。旅で同宿したり[18]、吉良邸へ公卿とともに訪問した様子が記されている[19]。吉良氏秘伝の『吉良懐中抄』が山鹿素行によって書写されて、松浦家に令和の御代まで現存しており、素行と義央とは朝廷での儀式・作法に関する重要文書の書写を許されるほど昵懇だったとされる[20]。一方、義央の息子・上杉綱憲には素行の序筆による山鹿家秘伝の書『楠正成一巻書』が伝えられた[21]。
- ほかに門弟ではない公卿や幕閣・大名では、鷹司兼煕、酒井忠清と弟の酒井忠吉らが日記・年譜および著作内の記述に見られる。素行の流罪を主導したという保科正之も会津人としての記載あり。

## 人物

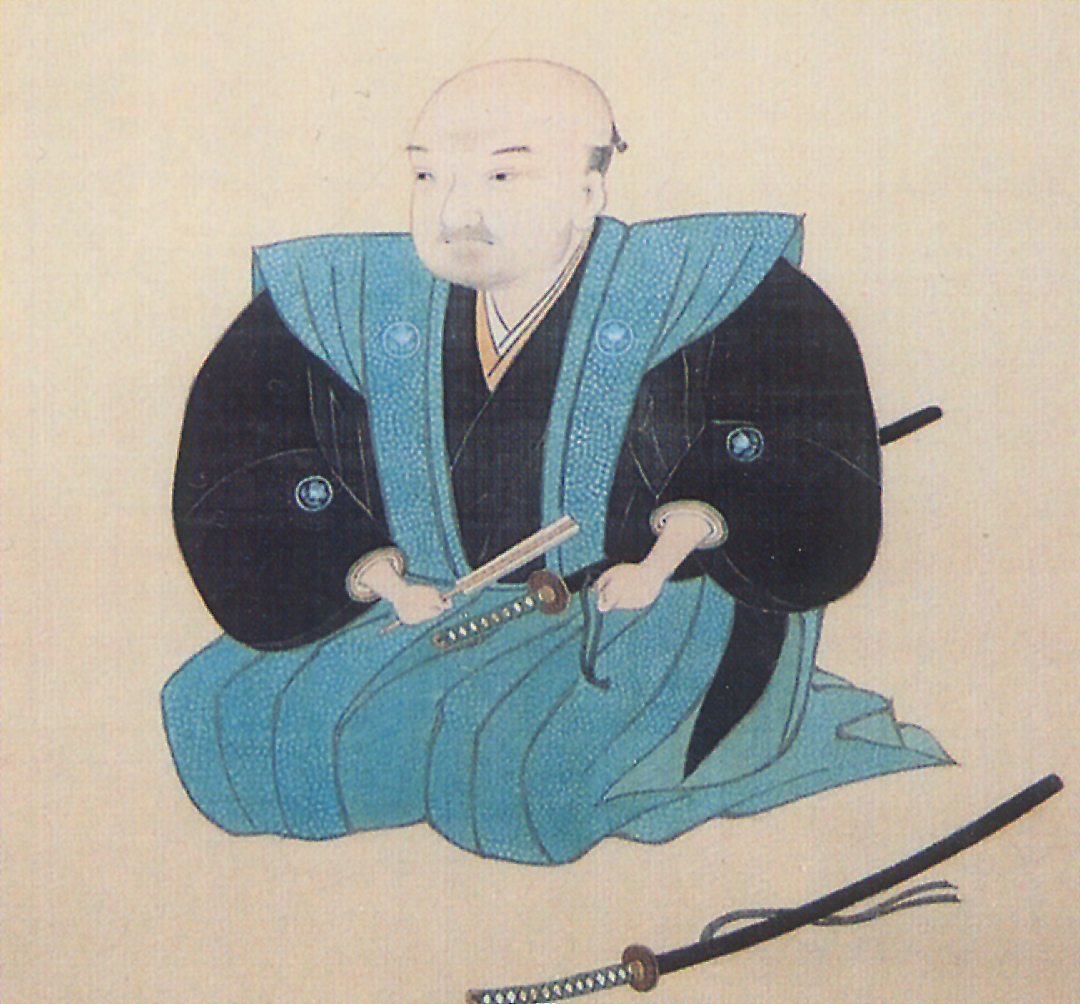
山鹿素行

- 地球球体説を支持し、儒教の宇宙観である天円地方説を否定している[22]。
- 奇襲を否定している。桶狭間における織田信長の場合、定説は誤りで中島砦から直進して堂々と今川軍に当たったという説を採る（『戦略抄』）。後世に免許皆伝の井伊直弼が桜田門外で討たれたように、山鹿流は奇襲・冬の陣・夜討ち・数の暴力に為す術がない[23]。
- 士は二君に仕えるべしとし「君、君たらずんば自ら去るべし」を素行自身も実行した。「凡そ君臣の間は他人と他人の出合にして、其の本に愛敬すべきゆゑんあらず」と主君の為に死ぬ（「君のために百年の命を截つ、夏虫の火に入りて死するにも同じ」）は愚行と主張する。命を大事にし、蛮勇に走ったりせず、正しく生きることが「士道」の天命であるとした（『山鹿語類』巻十三・君臣論）。
- 士は例え辱められても、売られた喧嘩は買うべからずと説く。「逃ぐるは恥にあらず。礼なき勇は狭小にして欺天亡国の業」（延宝八年七月）[24][25]。
- 寛永21年（1641年）、19歳の時すでに「素行軒」と号していた。「君子素其位而行、不願乎其外（君子は其の位に素して行ない、其の外を願はず）」（『中庸』第十四章）に由来するが（津軽正方『山鹿誌』）、異説もある[26]。

- キリスト教を嫌い、「耶蘇邪法をのべ、本朝の人民を害す」。また、一向宗徒についても「是を信ずること鬼の如し」と一念に憑りつかれた集団の危うさを指摘している（『山鹿語類』巻十一・信仰論）。
- 「海豚魚を嘗む（味わう）」と日記にありイルカを食べている[27]。

## 語録
- 名言に「常の勝敗は現在なり」がある。
- 「万世一系の天皇陛下を中心に、仁政と平和が続く本朝（日本）こそ中華（中国という意味でなく、聖賢の国・理想の国の意）なり」（『中朝事実』）
- 「朝廷を重んじて武家を軽んずるは、往古の式、君臣の礼たり」（『山鹿語類』巻十五・臣道）
- 「士たるものは人倫の道を実践し、農・工・商の模範と成り、三民を教化していかねばならぬ」（『武教小学』教戒）
- 「自身の高名誉の儀之有りと雖も、公儀御為に対し然るべからざる儀は、許容致すべからざる事」と己の名誉を賭けて衝動的な行為に走ることを戒め、自己抑制し法度を守れる武士が士道に適うとしている。（『武教全書』巻四）
- 「士は怒りにまかせ行動すべからず。憤怒の心は身を亡ぼす」「例ひ君たりとも道に則って自身を制御できぬ者、君にあらず」（同、巻五』）
- 「武は不祥の器なり。国家人民のことにかからざれば用いるべからず。天下国家を思わず、我一人我が家のみの為に使う兵、民これにより死して国滅ぶ」（『孫氏諺義』第十四）
- 「吝嗇は罪悪である。賢人たるものは出し渋るより、多く人に与えるのが宜しい。士が財物を与えなければ来るもの無し。縁なき眇たる矮人が来るのみ」（『武教小学』与授）
- 「女色にふけるは誠を失する邪悪なり。之を貪り之を淫するに至るは、情の過溢流蕩にして以て天下古今に及ぼすべからず。女色多きは精神を病み、礼を無くし争いを生む。大きな戒めとすべし」（『武教小学』色欲）
- 「君が無道にして、天子命じて罰せられなんは、仇を報ゆるの義あるべからず」（『山鹿語類』巻十四・仕法）
- 「我が家のことばかり思うは、人の顔をしてるといえど獣に似たり」（『武教小学』器物）
- 「殉死は不義なり。その無道なる風俗を改め、生きることにて発展する人徳を得るが天道なり。殉死をとげることで一時の快楽と陶酔をえる、何と嘆かわしき事ではないか」（『山鹿語類』巻十三・臣職）

## 子孫
直系、血縁者で山鹿流を受け継いだのは、津軽藩の山鹿嫡流と女系二家、平戸藩の山鹿傍系と庶流男系の両氏である。

### 弘前藩（嫡流）
山鹿素行－山鹿政実－山鹿高豊－山鹿高直－山鹿高美－山鹿高備－山鹿高補（素水）－山鹿高幸－山鹿高敏－山鹿高朗
- 津軽藩主の津軽信政やその後見人である旗本（黒石藩）の津軽信英は素行に師事し、津軽藩は1万石をもって素行を招聘しようとしたが実現せず、代わりに素行の子の政実が登用されている。政実はのちに津軽姓を名乗ることを許され、家老職家となる。素行から6代後の子孫に山鹿流兵学者として活躍した山鹿素水が出ている。
- 素行の嫡男・政実に学んだ津軽政兕は赤穂事件の直後に、真っ先に政実はじめ家臣らと吉良邸に駆けつけ、義央の遺体を発見し負傷者の救助に協力した。また赤穂浪士らは黒石津軽家と弘前藩津軽家からの討手の追い討ちを警戒し、泉岳寺まで最短距離ではない逃走ルートを、かなりの早足で撤退したと伝わる（休んで粥ばかり食べていたとするのは芝居などの創作）。この様子は同じく山鹿流が伝わる平戸藩にも記されている[30]。

　山鹿素行＝喜多村宗則－喜多村政方－喜多村久通－喜多村久敬－喜多村親守－喜多村久武－喜多村久隆－喜多村久盛－喜多村久孝
- また、津軽藩士の喜多村宗則に素行の娘が嫁ぎ、宗則もまた津軽姓を許されて津軽政広と名乗り江戸家老となるが、若くして死去した。政広の遺児は素行の娘である母の手により山鹿流兵学や儒学を教育され、長じて津軽藩家老・喜多村政方（津軽正方、山鹿校尉とも）となる。政方の次男が国学者や画家として名高い建部綾足である[33][34]。建部氏は吉良義央の遠縁にあたる[33]。

### 平戸藩
山鹿素行－山鹿高基－山鹿高道－山鹿高賀＝山鹿高忠－山鹿高元－山鹿高満－山鹿高明＝山鹿高招－山鹿高通
- 素行が平戸藩主松浦鎮信と親しかった縁で、庶子の山鹿万助（高基）が平戸藩に仕えた（平戸山鹿氏）[37]

　山鹿平馬（義行）－山鹿貞行－山鹿義甫－山鹿一学－山鹿亀三郎－山鹿平馬（初代の襲名）－山鹿平馬－山鹿伊織
- 弟の山鹿平馬（義昌）も松浦家に召し抱えられ、後に家老となっている。
- 上杉家の千坂高房が山鹿流の達人であり、赤穂浪士と頭脳戦を展開する創作があるが[38]、千坂も松浦重信も赤穂事件との関わりはない。ただ、『山鹿語類』には上杉謙信の「敵に塩を送る」の故事が記されている[39]。平戸藩の記録は歌舞伎の創作とは逆に吉良方寄りになっている。
- 平戸山鹿氏および松浦家は、山鹿素行の『山鹿語類』に「復仇の事、必ず時の奉行所に至りて、殺さるるゆゑんを演説して、而して其の命をうく。是れ古来の法也」とある[40]を論拠として「大石の輩[41]は公儀の免許も得ず、徒党を組み火事と偽り闇討ちにて押入るのであるから、素行の思想からすれば許すべからざる暴挙である」と元禄赤穂事件を批判している。山鹿光世もこれに倣う[42]。

## 素行の漢詩
- 延宝3年（1675年）九年に及ぶ配流から放免され、吉良義央らから祝福された時の漢詩。

## 素行の和歌
- 延宝8年正月7日、庶子・万介（のちの山鹿高基）に講義した際に詠んだ歌。初句を「初春（はつはる）の」としているものもある。

## 創作・巷説と考察
芝居の山鹿素行といえば「山鹿流陣太鼓」（越後流の働事太鼓）が有名だが、実際には「一打ち二打ち三流れ」という「山鹿流の陣太鼓」というものは存在せず、物語の中の創作である。芝居で大石は（タンバリンのような）「ダンダラの中に黒右二つ巴（赤穂大石氏家紋）」が描かれた薄い平太鼓を叩いているが、大将が自ら家祖の紋を撥にて叩くのは尾籠である。浅野長矩は太鼓や琴が大嫌いである。
押太鼓というのは、戦場で自軍への合図のため等に用いるため、川中島絵巻や屏風など（山鹿流では「車懸りは敵方の備え立て三段四段なるに用ふれば功大なり」と記す）に描かれている「長胴太鼓」で非常に大きい。芝居のように一人の人間が左手だけでぶら下げて持てるものではない。また、山鹿流では大将は指図はするが、自分で太鼓を叩くのではない（「旗本や諸手の可作法の事」）。浅野家の史料では討ち入りでは「太鼓はなく鉦が鳴らされた」と書かれている。
石岡久夫という弓道家は菅谷政利が山鹿流を学んだとしているが、赤穂市史編纂室は疑問視し、菅谷を「もっとも行動や考えのわかりにくい一人である」としている。同様に同市編纂室は「一次資料である山鹿素行日記・年譜に全く記載がない」事を理由に大石良雄や大石良重が山鹿素行から山鹿流を学んだとする説をも記してない（wikipediaにおける両記事もこれに倣っている）。
中央義士会も「史学的には山鹿素行と大石は無関係」としている。
素行の著作や日記において、赤穂義士の名は一人も書かれていない。また反対に、『堀部武庸日記』『赤城盟伝』など義士の著作や書簡、及び『堀内伝右衛門覚書』『波賀清太夫覚書』ら義士から聞き取りした文献に、山鹿素行の記述は皆無である。
なお、元赤穂藩士で討ち入りを支援した大石無人の孫・良饒（大石良雄の三従兄。赤穂で大石信清の瀬左衛門家を継承。大三郎家が絶家ののち大石宗家となる）は山鹿校尉（山鹿素行の孫、津軽藩家老・津軽正方）らと敵対し、山鹿流門下の悪口を書いている。

## 石碑
- 福島県会津若松市山鹿町の直江兼続屋敷跡には、素行を記念する「山鹿素行誕生地」としるした石碑がある。撰文は松浦厚、文字揮毫は東郷平八郎による。当地には「直江清水」と呼ばれた井戸があった。
  - 直江が城下の基礎を築いた米沢藩では山鹿流古学が揮い、吉田松陰も訪れて治世を評価している[54]。 反対に会津藩は、素行が批判した朱子学が日新館では主流だった。

## 著書
- 山鹿素行子 著『武教全書 2巻』,天保15(1844).国立国会図書館デジタルコレクション
- 山鹿高興 著『中朝事實』上,下,乃木希典,国立国会図書館デジタルコレクション
- 山鹿素行 (高祐) 著『聖教要録』,柳谷謙太郎,明42跋. 国立国会図書館デジタルコレクション
- 山鹿素行 著 ほか『配所残筆 : 附・臣職論』,皆兵社,明44.6.国立国会図書館デジタルコレクション
- 山鹿素行 著 ほか『謫居童問』,博文館,大正2. 国立国会図書館デジタルコレクション
- 素行子山鹿高興 著『武家事紀』上巻,山鹿素行先生全集刊行会,大正4-7. 国立国会図書館デジタルコレクション
- 素行子山鹿高興 著『武家事紀』中巻,山鹿素行先生全集刊行会,大正4-7.国立国会図書館デジタルコレクション
- 素行子山鹿高興 著『武家事紀』下巻,山鹿素行先生全集刊行会,大正4-7.国立国会図書館デジタルコレクション
- 国民精神文化研究所 編『山鹿素行集』第1卷,目黒書店,昭和18-19.国立国会図書館デジタルコレクション
- 国民精神文化研究所 編『山鹿素行集』第2卷,目黒書店,昭和18-19.国立国会図書館デジタルコレクション
- 国民精神文化研究所 編『山鹿素行集』第3卷,目黒書店,昭和18-19.国立国会図書館デジタルコレクション
- 国民精神文化研究所 編『山鹿素行集』第4卷,目黒書店,昭和18-19.国立国会図書館デジタルコレクション
- 国民精神文化研究所 編『山鹿素行集』第5卷,目黒書店,昭和18-19.国立国会図書館デジタルコレクション
- 国民精神文化研究所 編『山鹿素行集』第6卷,目黒書店,昭和18-19. 国立国会図書館デジタルコレクション
- 国民精神文化研究所 編『山鹿素行集』第7卷,目黒書店,昭和18-19.国立国会図書館デジタルコレクション
- 国民精神文化研究所 編『山鹿素行集』第8卷,目黒書店,昭和18-19.国立国会図書館デジタルコレクション

### 刊行文献
- 『山鹿素行全集』全15巻、岩波書店 1940年-1942年
- 『聖教要録　配所残筆』岩波文庫 1940年 復刊1989年ほか。村岡典嗣校訂
- 『日本思想大系〈32〉 山鹿素行』岩波書店 1970年。田原嗣郎・守本順一郎校注
- 『日本の名著〈12〉 山鹿素行』中央公論社 1971年、新装版1983年。田原嗣郎責任編集
- 『聖教要録・配所残筆』講談社学術文庫 2001年。土田健次郎全訳注
- 『山鹿素行「中朝事実」を読む』致知出版社 2015年。荒井桂現代語訳

## 関連書籍
- 渡辺修二郎 著『山鹿素行言行録』,内外出版協会,明40.11.国立国会図書館デジタルコレクション
- 帝国教育会 編『六大先哲』,弘道館,明42.9. 国立国会図書館デジタルコレクション
- 井上哲次郎 著『山鹿素行先生』,素行会,明43.1.国立国会図書館デジタルコレクション
- 井上哲次郎 著『山鹿素行先生と乃木将軍』,帝国軍人後援会,大正2. 国立国会図書館デジタルコレクション
- 大町桂月 著『山鹿素行の中朝事実』,名著評論社,大正4.国立国会図書館デジタルコレクション
- 川村定静 著『山鹿素行百話』,求光閣書店,大正5. 国立国会図書館デジタルコレクション
- 森林助 著『山鹿素行と津軽信政』,森林助,1935.国立国会図書館デジタルコレクション
- 田制佐重 著『山鹿素行』,春秋社,昭和11.国立国会図書館デジタルコレクション
- 中山久四郎『山鹿素行』北海出版社（日本教育家文庫） 1937年
- 平尾孤城 著『山鹿素行先生実伝 : 附・神道論』,立川書店,昭和14.国立国会図書館デジタルコレクション
- 竹内尉 著『吉田松陰と山鹿素行』,健文社,昭和16.国立国会図書館デジタルコレクション
- 納富康之『山鹿素行の国体観』鶴書房 1943年
- 平尾孤城 著『山鹿素行の武士道』,立川書店,昭和17.国立国会図書館デジタルコレクション
- 山鹿素行 著 ほか『遺訓と日記』,井田書店,昭和17.国立国会図書館デジタルコレクション
- 平尾孤城 著『山鹿素行と大石良雄』,越後屋書房,昭和18. 国立国会図書館デジタルコレクション
- 寺島荘二 著『武教に生きた山鹿素行』,三省堂,昭和18. 国立国会図書館デジタルコレクション
- 清原貞雄 『山鹿素行の兵學』,ダイヤモンド社,1944.9.  国立国会図書館デジタルコレクション
- 堀勇雄『山鹿素行』吉川弘文館（人物叢書） 1959年
- 佐佐木杜太郎『山鹿素行 叢書・日本の思想家 8』明徳出版社 1978年
- 石岡久夫『山鹿素行兵法学の史的研究』玉川大学出版部 1980年
- 石岡久夫「兵法者の生活」（雄山閣出版）1981年
- 山鹿光世『山鹿素行』 原書房 1981年
- 中山広司『山鹿素行の研究』神道史学会（神道史研究叢書） 1988年
- 佐佐木杜太郎『武士道は死んだか 山鹿素行武士道哲学の解説』壮神社 1995年
- 劉長輝『山鹿素行 「聖学」とその展開』ぺりかん社　1998年
- 風間健「武士道教育総論」（壮神社）2000年
- 多田顕『武士道の倫理 山鹿素行の場合』永安幸正編集・解説　麗澤大学出版会 2006年
- 立花均『山鹿素行の思想』ぺりかん社 2007年

## 登場作品
映画
- 『大殺陣』（1964年、安部徹）

テレビドラマ
- 『元禄繚乱』（1999年、NHK、伊藤孝雄）

## 関連項目

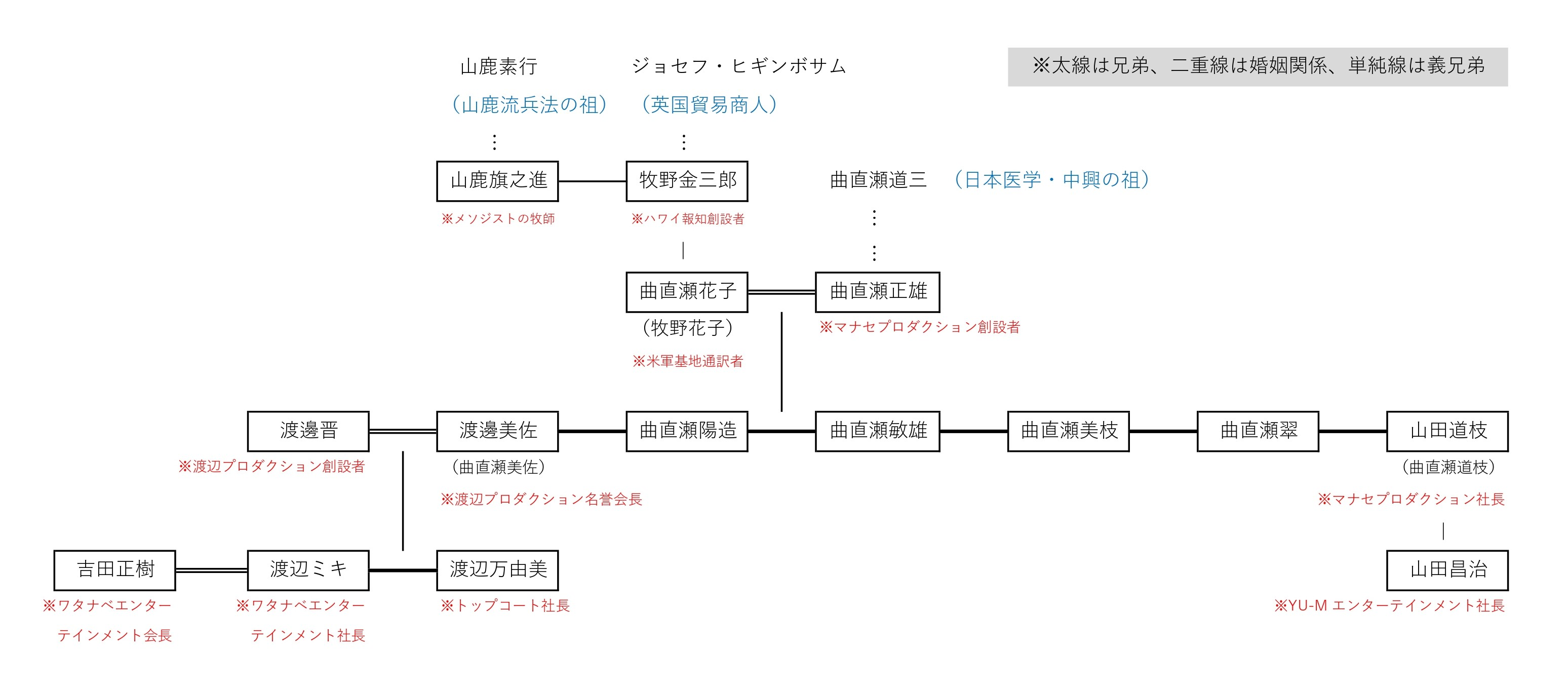
山鹿家 子孫